# Distretto di Yan
Il distretto di Yan è un distretto della Malaysia, fa parte dello stato del Kedah e il suo capoluogo è Yan Setar.